# Серви (Підляське воєводство)
Серви (пол. Serwy) — село в Польщі, у гміні Пласька Августівського повіту Підляського воєводства.
Населення — 137 осіб (2011).

## Демографія
Демографічна структура станом на 31 березня 2011 року:
|          | Загалом | Допрацездатний вік | Працездатний вік | Постпрацездатний вік |
| -------- | ------- | ------------------ | ---------------- | -------------------- |
| Чоловіки | 69      | 14                 | 46               | 9                    |
| Жінки    | 68      | 10                 | 41               | 17                   |
| Разом    | 137     | 24                 | 87               | 26                   |